# Hlompho Kekana
Hlompho Kekana (sinh ngày 23 tháng 5 năm 1985 ở Zebediela, Limpopo) là một tiền vệ phòng ngự bóng đá người Nam Phi cho Mamelodi Sundowns.
Ngày 4 tháng 3 năm 2012, đội bóng của anh lập kỉ lục ở Cúp Nedbank khi đánh bại Powerlines FC 24-0, với việc Kekana ghi 7 bàn.
Vào ngày 26 tháng 3 năm 2016, trong khi thi đấu cho đội tuyển quốc gia, Kekana ghi bàn thắng từ khoảng cách 65 yards vào lưới Cameroon. Năm 2016, anh vô địch CAF Champions League cùng với Mamelodi Sundowns với tư cách đội trưởng. Bàn thắng 65 yards của anh vào lưới Cameroon nhận được đề cử cho Giải thưởng FIFA Puskás.

## Sự nghiệp quốc tế

### Bàn thắng quốc tế
Tỉ số và kết quả liệt kê bàn thắng của Nam Phi trước.
| Bàn thắng | Thời gian           | Địa điểm                                   | Đối thủ    | Tỉ số | Kết quả | Giải đấu                           |
| --------- | ------------------- | ------------------------------------------ | ---------- | ----- | ------- | ---------------------------------- |
| 1.        | 13 tháng 7 năm 2013 | Sân vận động Nkoloma, Lusaka, Zambia       | Namibia    | 2–0   | 2–1     | Giao hữu                           |
| 2.        | 20 tháng 7 năm 2013 | Sân vận động Levy Mwanawasa, Ndola, Zambia | Lesotho    | 2–1   | 2–1     | Giao hữu                           |
| 3.        | 11 tháng 1 năm 2014 | Sân vận động Cape Town, Cape Town, Nam Phi | Mozambique | 2–1   | 3–1     | Giải vô địch bóng đá châu Phi 2014 |
| 4.        | 26 tháng 3 năm 2016 | Sân vận động Limbe, Limbe, Cameroon        | Cameroon   | 2–1   | 2–2     | Vòng loại CAN 2017                 |
| 5.        | 2 tháng 9 năm 2016  | Sân vận động Mbombela, Nelspruit, Nam Phi  | Mauritanie | 1–1   | 1–1     | Vòng loại CAN 2017                 |